# 497 v.Chr.
Het jaar 497 v.Chr. is een jaartal volgens de christelijke jaartelling.

## Gebeurtenissen

### China
- De havenstad Tianjin wordt gesticht.

### Griekenland
- Potidaea wordt door een vloedgolf getroffen.
- Archias wordt benoemd tot archont van Athene.